# دوغلاس هايغ
دوغلاس هايغ (بالإنجليزية: Douglas Haig)‏ هو ممثل أمريكي، ولد في 9 مارس 1920 في الولايات المتحدة، وتوفي بنفس المكان في 1 فبراير 2011.

## أعمال

### أفلام
- (1931) سكيبي

## وصلات خارجية
- دوغلاس هايغ على موقع IMDb (الإنجليزية)
- دوغلاس هايغ على موقع أول موفي (الإنجليزية)
- دوغلاس هايغ على موقع قاعدة بيانات الأفلام السويدية (السويدية)
- دوغلاس هايغ على موقع قاعدة بيانات الفيلم (الإنجليزية)
- دوغلاس هايغ على موقع كينوبويسك (الروسية)